# 水前寺線
水前寺線（日语：／ Suizenji sen */?）是熊本市交通局（熊本市電）擁有的電車路線之一。
水道町至味噌天神前之間區間是為了建設電車線同時建成的道路，在建設電車線後沿線才開始發展。

## 運行形態
- ■A系統（田崎橋 - 健軍町）- 行走水前寺線所有區間，每4至7分鐘一班
- ■B系統（上熊本 - 健軍町）- 行走水前寺線所有區間，每7至11分鐘一班

## 歷史
- 1924年（大正13年）8月1日 水道町至水前寺（現時：水前寺公園）之間開通。
- 1945年（昭和20年）5月6日 隨著健軍線啟用，水前寺電車站通行遷移。
- 2011年（平成23年）3月1日 水前寺站通改名為新水前寺站前。

## 電車站列表
所有電車站都位於熊本縣熊本市中央區內。
| 電車站 編號 | 中文站名     | 日文站名 | 英文站名 | 站間 營業 距離 | 累計 營業 距離 | 接續路線                             |
| ----------- | ------------ | -------- | -------- | -------------- | -------------- | ------------------------------------ |
| 12          | 水道町       |          |          | -              | 0.0            | 熊本市電：幹線                       |
| 13          | 九品寺交差點 |          |          | 0.5            | 0.5            |                                      |
| 14          | 交通局前     |          |          | 0.3            | 0.8            |                                      |
| 15          | 味噌天神前   |          |          | 0.5            | 1.3            |                                      |
| 16          | 新水前寺站前 |          |          | 0.4            | 1.7            | 九州旅客鐵道：豐肥本線（新水前寺站） |
| 17          | 國府         |          |          | 0.3            | 2.0            |                                      |
| 18          | 水前寺公園   |          |          | 0.4            | 2.4            | 熊本市電：健軍線                     |

### 已廢止電車站
- 九品寺電車站 （1935年3月26日啟用，1943年12月28日廢止）

## 注腳
1. 1 2 3 4 5  熊本市交通局　熊本市電 （页面存档备份，存于）（日語）
2. ↑  【ユキサキナビ】熊本市電水前寺線（熊本県）の鉄道駅［電車駅］路線から探す （页面存档备份，存于）（日語）

## 外部連結
- 熊本市交通局 （页面存档备份，存于）（日語）

Template:水前寺線